# Lucas Villalba
Lucas Hernán Villalba (Florencio Varela, 19 agosto 1994) è un calciatore argentino, difensore del Cruzeiro.

## Caratteristiche tecniche
È un terzino sinistro, che può giocare anche come difensore centrale o mediano.